# Mistrzostwa Europy w Lekkoatletyce 1971 – sztafeta 4 × 400 m mężczyzn
Sztafeta 4 × 400 metrów mężczyzn była jedną z konkurencji rozgrywanych podczas X Mistrzostw Europy w Helsinkach. Biegi eliminacyjne zostały rozegrane 14 sierpnia, a bieg finałowy 15 sierpnia 1971 roku. Zwycięzcą tej konkurencji została sztafeta RFN w składzie: Horst-Rüdiger Schlöske, Thomas Jordan, Martin Jellinghaus i Hermann Köhler. W rywalizacji wzięło udział czterdziestu zawodników z dziesięciu reprezentacji.

## Rekordy
| Rekord świata     | Stany Zjednoczone · (Vincent Matthews, Ron Freeman, Larry James, Lee Evans)         | 2:56,1  | Meksyk, Meksyk | 20.10.1968 |
| Rekord Europy     | RFN · (Helmar Müller, Gerhard Hennige, Manfred Kinder, Martin Jellinghaus)          | 3:00,5  | Meksyk, Meksyk | 20.10.1968 |
| Rekord mistrzostw | Francja · (Gilles Bertould, Christian Nicolau, Jacques Carette, Jean-Claude Nallet) | 3:02,30 | Ateny, Grecja  | 20.09.1969 |

## Wyniki

### Eliminacje
Bieg 1
| Miejsce | Reprezentacja   | Zawodnicy                                                                 | Czas    | Uwagi |
| ------- | --------------- | ------------------------------------------------------------------------- | ------- | ----- |
| 1       | RFN             | Horst-Rüdiger Schlöske, Thomas Jordan, Martin Jellinghaus, Hermann Köhler | 3:06,05 | Q     |
| 2       | Wielka Brytania | John Wilson, Leonard Walters, Martin Bilham, David Jenkins                | 3:06,20 | Q     |
| 3       | Polska          | Andrzej Badeński, Jan Balachowski, Waldemar Korycki, Jan Werner           | 3:06,23 | Q     |
| 4       | Norwegia        | Steinar Mo, Gøte Lundblad, Per Rom, Richard Simonsen                      | 3:06,67 | Q     |
| –       | Finlandia       | Juhani Kotikoski, Ari Salin, Ossi Karttunen, Markku Kukkoaho              | DQ      |       |

Bieg 2
| Miejsce | Reprezentacja | Zawodnicy                                                                    | Czas    | Uwagi |
| ------- | ------------- | ---------------------------------------------------------------------------- | ------- | ----- |
| 1       | ZSRR          | Jewgienij Borisienko, Władimir Nosenko, Siemion Koczer, Aleksandr Bratczikow | 3:06,43 | Q     |
| 2       | Szwecja       | Erik Carlgren, Michael Fredriksson, Lars Stubbendorff, Anders Faager         | 3:07,20 | Q     |
| 3       | Włochy        | Lorenzo Cellerino, Giacomo Puosi, Sergio Bello, Marcello Fiasconaro          | 3:07,28 | Q     |
| 4       | Francja       | Gilles Bertould, Christian Nicolau, Daniel Vélasques, Jean-Claude Nallet     | 3:07,35 | Q     |
| –       | Belgia        | Willy Vandenwyngaerden, René Bervoets, Jean-Pierre Borlée, Gaby De Geyter    | 3:07,8  |       |

### Finał
| Miejsce | Reprezentacja   | Zawodnicy                                                                    | Czas    |
| ------- | --------------- | ---------------------------------------------------------------------------- | ------- |
| 1       | RFN             | Horst-Rüdiger Schlöske, Thomas Jordan, Martin Jellinghaus, Hermann Köhler    | 3:02,94 |
| 2       | Polska          | Andrzej Badeński, Jan Balachowski, Waldemar Korycki, Jan Werner              | 3:03,64 |
| 3       | Włochy          | Lorenzo Cellerino, Giacomo Puosi, Sergio Bello, Marcello Fiasconaro          | 3:04,58 |
| 4       | ZSRR            | Jewgienij Borisienko, Siemion Koczer, Władimir Nosenko, Aleksandr Bratczikow | 3:04,82 |
| 5       | Wielka Brytania | John Wilson, Leonard Walters, Martin Bilham, David Jenkins                   | 3:04,89 |
| 6       | Francja         | Gilles Bertould, Christian Nicolau, Daniel Vélasques, Jean-Claude Nallet     | 3:04,99 |
| 7       | Szwecja         | Erik Carlgren, Michael Fredriksson, Anders Faager, Lars Stubbendorff         | 3:08,18 |
| 8       | Norwegia        | Steinar Mo, Gøte Lundblad, Per Rom, Richard Simonsen                         | 3:08,81 |